# Pyrenobotrys
Pyrenobotrys är ett släkte av svampar som beskrevs av Ferdinand Theissen och Hans Sydow. Pyrenobotrys ingår i familjen Venturiaceae, ordningen Pleosporales, klassen Dothideomycetes, divisionen sporsäcksvampar och riket svampar.
Kladogram enligt Dyntaxa:
| Pyrenobotrys | \| \| Pyrenobotrys compacta \| \| \| \| \| \| Pyrenobotrys conferta \| \| \| \| |
|              | \| \| Pyrenobotrys compacta \| \| \| \| \| \| Pyrenobotrys conferta \| \| \| \| |
|              | Atopospora                                                                      |
|              |                                                                                 |
|              | Coleroa                                                                         |
|              |                                                                                 |
|              | Gibbera                                                                         |
|              |                                                                                 |
|              | Lasiobotrys                                                                     |
|              |                                                                                 |
|              | Metacoleroa                                                                     |
|              |                                                                                 |
|              | Platychora                                                                      |
|              |                                                                                 |
|              | Protoventuria                                                                   |
|              |                                                                                 |
|              | Venturia                                                                        |
|              |                                                                                 |
|              | Pyrenobotrys compacta                                                           |
|              |                                                                                 |
|              | Pyrenobotrys conferta                                                           |
|              |                                                                                 |

|  | Pyrenobotrys compacta |
|  |                       |
|  | Pyrenobotrys conferta |
|  |                       |